# Mogok
Mogok (tiếng Miến Điện: မိုးကုတ်, phát âm [móɡouʔ]; Shan: မိူင်းၵုတ်ႈ) là một thành phố 15 vạn dân ở huyện Pyin Oo Lwin, vùng Mandalay, Myanmar. Nó nằm cách thành phố Mandalay 200 km về hướng bắc và cách Shwebo 148 km về hướng đông bắc. Thành phố nằm trên độ cao 1.170 mét, có khi hậu mát mẻ quanh năm. Dân cư chủ yếu là người Miến, và còn có nhiều sắc tộc khác như người Shan, người Lật Túc, Palaung, người Karen, cũng như người Miến gốc Hoa, gốc Ấn, gốc Gurkha.
Mogok và các làng lân cận từ lâu đã nổi tiếng về các mỏ đá quý, người ta đã phát hiện thấy hồng ngọc, xa-phia, lapis lazuli, granat, đá Mặt Trăng, peridot, ngọc mắt mèo. Đá quý được bày bán trong chợ ở thành phố và được mua bán tự do. Người nước ngoài muốn đến thăm thành phố phải được chính quyền cấp phép.